# Jérémy Cukierman
Jérémy Cukierman, né le 1er janvier 1975 à Clamart, est un Master of Wine français. Il obtient son Master of Wine en 2017, en gagnant également la médaille Madame Bollinger qui récompense la meilleure performance en dégustation à l’examen de l’institut des Masters of Wine. Un doublé que seuls deux autres français, Gérard Basset et Isabelle Legeron, ont remporté. Jérémy Cukierman est également auteur, marchand de vin, consultant, journaliste. Après avoir été directeur de la Kedge Wine School, département vin de Kedge Business School pendant six ans, il occupe depuis juillet 2024 le poste de directeur communication et RSE chez Artémis Domaines.

## Biographie
Après un bac ES et un BTS communication, Jérémy Cukierman travaille huit ans dans le conseil média, en tant que chef de groupe chez Mindshare puis directeur presse chez Starcom. Il travaille ensuite au quotidien La Tribune pour s’occuper du supplément Luxe.
Il rejoint la filière vitivinicole en 2006, en tant que marchand de vin à Paris. Il ouvre successivement plusieurs caves et un bar à vin. En parallèle, il poursuit et développe une activité événementielle, de consulting puis journalistique à partir de 2010. Il est depuis l’auteur de nombreux articles et publications sur le vin, les vignobles du monde et le changement climatique.
Il passe son Wine & Spirit Education Trust (WSET) Diploma en 2012, devient WSET Certified Educator en 2015 et ouvre alors sa propre école de vin. Jérémy obtient son Master of Wine en 2017, devenant à l’époque le cinquième français à inscrire les deux lettres MW après son nom de famille. Il gagne également la même année la très convoitée médaille Madame Bollinger pour sa performance exceptionnelle en dégustation à l’examen du Master of Wine.
Après plus de trois ans de voyages dans les vignobles du monde et d’écriture, son premier livre Vignerons Essentiels, qu’il signe avec le photographe Leif Carlsson, paraît aux éditions La Martinière, en novembre 2019. Un livre pour lequel il remportera le prix de l'Organisation internationale de la vigne et du vin (OIV) 2020 dans la catégorie Découverte et Présentation des Vins, le prix Clos de Vougeot Livres en Vigne 2020 et le prix de l’Académie Rabelais 2020.
En 2018, Jérémy Cukierman rejoint Kedge Business School, pour diriger son département vin, la Kedge Wine School. Il occupe cette fonction pendant six ans.
Depuis 2018, Jérémy fait également partie du Team France, entité chargée d’entraîner les sommeliers français, candidats aux concours de sommellerie internationaux, et est notamment chargé des entraînements sur la dégustation de vin.
En 2019, Jérémy participe activement au MOOC Champagne, la seule formation officielle en ligne sur le Champagne, développée par le Comité interprofessionnel du vin de Champagne.
Son second livre Quel Vin pour demain ? Le vin face aux défis climatiques, coécrit avec Michelle Bouffard, fondatrice du symposium international Tasting Climate Change, et Hervé Quenol, climatologue, paraît le 8 septembre 2021 aux Éditions Dunod.
Son troisième ouvrage L'Odyssée du Vin, paraît le 18 octobre 2023 toujours aux Éditions Dunod. Un ouvrage pour lequel il reçoit une mention spéciale aux prix de l'Organisation internationale de la vigne et du vin (OIV) 2024 dans la catégorie Vins et Territoires.
En juillet 2024, Jérémy Cukierman devient Directeur Communication et RSE du groupe viticole Artémis Domaines.

## Palmarès et distinctions
- 2012 : WSET Diploma
- 2017 : Master of Wine
- 2017 : Madame Bollinger Medal
- 2020 : Prix OIV catégorie Découverte et Présentation des Vins
- 2020 : Prix Clos de Vougeot Livres en Vignes
- 2020 : Prix Académie Rabelais
- 2024 : Mention Spéciale OIV catégorie Vins et Territoires

## Publications
- Vignerons Essentiels : Entre tradition et innovation, Paris, Lamartinière, 2019, 393 p. (ISBN 978-2-7324-9265-0).
- Avec Michelle Bouffard et Hervé Quenol, Quel Vin pour Demain ? : Le vin face aux défis climatiques, Malakoff, Dunod, 2021, 239 p. (ISBN 978-2-10-082473-1, lire en ligne).
- L'Odyssée du Vin : Tour du monde des vins et vignobles remarquables, Malakoff, Dunod, 2023, 280 p. (ISBN 978-2-10-084436-4).